# Olmo
Olmo (korziško L'Olmu) je naselje in občina v francoskem departmaju Haute-Corse regije - otoka Korzika. Leta 1999 je naselje imelo 168 prebivalcev.

## Geografija
Kraj leži v severnem delu otoka Korzike 30 km južno od središča Bastie.

## Uprava
Občina Olmo skupaj s sosednjimi občinami Bigorno, Campile, Campitello, Canavaggia, Crocicchia, Lento, Monte, Ortiporio, Penta-Acquatella, Prunelli-di-Casacconi, Scolca in Volpajola sestavlja kanton Alto-di-Casaconi s sedežem v Campitellu. Kanton je sestavni del okrožja Corte.
1. ↑  »Populations légales 2016«. Nacionalni inštitut za statistične in gospodarske raziskave. Pridobljeno 25. aprila 2019.